# Aszalós Mihály
Gönci Aszalós Mihály (16. század vége – 1619 után) református teológus.

## Élete
Magyar nemesi családból származott, és Heidelbergben tanult református teológiát.

## Művei
- Munkája, amelyet 1618. augusztus 18-án adott be az egyetemre: Symboli B. Athanasii Pars altera: De incarnatione Filii Dei Domini nostri Jesu Christi. (Heidelberg, 1619).
- Szombathy Ignác említi ezen kívül egy latin nyelvű versét is, amely a Marpurgban 1618-ban kiadott Calathus című munkában jelent meg.